# قائمة المكتبات في لبنان
هذه قائمة المكتبات في لبنان.

## المكتبات
- مكتبات السبيل : مكتبة الباشورة[2] مكتبة الجعيتاوي مكتبة مونو[3][4] في بيروت.
- المكتبة الوطنية اللبنانية
- مكتبة الرابطة الثقافية في طرابلس[5]
- "مكتبة الثورة" في ساحة طرابلس[6]
- مكتبة السائح (طرابلس) في طرابلس[7]
- مكتبة بعقلين الوطنية
- مكتبة الهرمل[8]
- ثلاثة صناديق أفكار IDEAS BOX في حارة حريك، جنوب بيروت، وكذلك في كامد اللوز والخيام.[9] وقد تم نشرهم من قبل مكتبة بلا حدود و مؤسسة عامل الدولية.[10]
- المكتبة الشرقية في بيروت
- المكتبات الإعلامية للمعهد الفرنسي في لبنان في بيروت ودير القمر وجونيه وزحلة وصيدا وطرابلس[11]

## أنظر أيضا
- قائمة المكتبات في فلسطين
- قائمة المكتبات حسب البلد